# Anne-Marie Ehrenkrona
Anne-Marie Ehrenkrona, född 14 september 1914 i Nås socken i Dalarna, död 10 maj 2006 i Stockholm, var en svensk journalist och författare. Hon arbetade för Aftonbladet och skrev under signaturen Amé ett flertal kåserier. Hon skickades även ut som korrespondent under andra världskriget till Norge och Finland.

## Biografi
Ehrenkrona föddes i Nås socken som yngsta av tre barn till häradshövdingen Philip Ehrenkrona och Anna Ulrika Ehrenkrona, född af Ekenstam. Hon tog studenten vid Åhlinska skolan på Dalagatan år 1934, i samma lokaler där nuvarande Adolf Fredriks Musikklasser ligger. Nyårsafton år 1937 förlovade hon sig med Sven-Johan (Jan) Folke Hansson.  Tillsammans fick de en dotter född år 1939, Annika. De gick skilda vägar 1942. År 2006 avled hon i en hjärtinfarkt i sin lägenhet på Pontonjärgatan, Kungsholmen, där hon bott från 1938.
År 1936 anställdes hon på Aftonbladet av chefredaktören P-G Pettersson och blev tidningen trogen i nästan 50 år under signaturen Amé. Hon startade och ledde tidningens ”Kvinnosidan” – en för dåtiden förutseende och banbrytande journalistisk satsning. Hon var också en uppskattad kåsör under rubriken ” Flyktigt sett”. 1947 blev modet med ”The New Look” hennes specialitet och även där var hon för kvällspressen den första att från Paris årligen presentera nyheter från modehus som Dior, Givenchy och Balenciaga. De sista Aftonbladsåren blev hennes serie ”Tro” – som hon skrev i form av djupintervjuer – ett ovanligt och uppskattat nytt grepp i denna tidning. Hon intervjuade flera stora ledare, kulturpersonligheter och filosofer på sina resor över hela världen – Dwight Eisenhower, Romain Gary, Marlene Dietrich, Melina Mercouri, Bertrand Russell och Eleanor Roosevelt. Många av dem hade spelat betydande roller i andra världskriget och Ehrenkrona fångades tidigt in i fredsrörelsen där hon blev en av grundarna av den Svenska arbetsgruppen för världsfederalism. År 1998 gav hon ut boken Guds Lille Clown på Herkules förlag.